# معضدية كبيرة
المِعْضَدية الكبيرة (بالإنجليزية: Armillifer grandis)‏ هيَ إحدى أنواع خمساوات وتتبع جِنس المِعضَدية وتتواجد في غرب أفريقيا وَوسط أفريقيا الاستوائية. تُعتبر الأفعويات (مِثل أفعى الغابون والأفعى المقرنة) المُضيف النهائي للمِعضدية الكَبيرة، بينما يُفترض أنَّ القوارض هيَ المُضيف المُتوسط لها. يُمكن أنَّ يُصاب البشر عن طريق الصُدفة بالعدوى عن طريق البَيض، خاصةً إذا استهلكوا (أو اتصلوا) بثعابين مُصابة.
تتطور البُيوض المُبتلعة إلى حوراوات، والتي تعمل على غزو الأعضاء الحَشوية المُختلفة مُسببةً لها مَرض يُسمى عادةً داء السرسميات، وقد يكون هذا المَرض غير عَرضي أو مُوهن أو قاتل في بعض الأحيان، وتعتبر التهابات البَطن الأكثر انتشاراً ولكن لا يتم تشخيصها، ومَظاهر إصابة العين نادرة الحدوث، ولكنها قد تُسبب العمى.